# Uplink Network
Die Uplink Network GmbH (Eigenschreibweise UPLINK Network GmbH) mit Sitz in Düsseldorf ist ein Anbieter von Telekommunikationsdienstleistungen.
Das Unternehmen wurde auf Grund einer Änderung des Telekommunikationsgesetzes im Jahr 2012 gegründet, die erstmals die Möglichkeit eröffnete, dass Radioveranstalter ihren technischen Betrieb an unabhängige Dienstleister vergeben können. Kerngeschäft des Unternehmens war zu Beginn der Betrieb von Rundfunksendernetzen. 
Im März 2023 veröffentlichte das Unternehmen ein Joint Venture mit der Ecotel Communication AG und den Gesellschaftern der RauteMusik GmbH, durch das ein neuer Marktführer für Audio-Streaming gebildet wurde.
Am 27. Februar 2024 wurde eine Fusion mit dem Wettbewerber Divicon unter dem Dach der Uplink Gruppe bekannt. Nach eigenen Angaben sollen damit 2024 an den Standorten Düsseldorf, Berlin, Frankfurt und Leipzig mit 85 Mitarbeitern zusammen über 55 Millionen Euro Umsatz erwirtschaftet werden. An mehr als 700 Standorten werden über 1.200 UKW-Sender, 8 DAB+-Multiplexe mit insgesamt 70 DAB+-Sendern und diverse andere Funklösungen wie Private 5G, LoRaWan sowie ein eigenes Rechenzentrum am deutschen Internetknoten in Frankfurt betrieben.
Am 27. Januar 2025 gab die Uplink Gruppe die Übernahme der ConnectCom S.à r.l., u. a. Betreiber des BOS-Netzes in Luxemburg, sowie deren Tochterunternehmen bekannt. Nach eigenen Angaben sollen darüber zukünftig Funk- und Infrastrukturlösungen für Behörden und Industrie in der EU angeboten werden.

## Unternehmen
Uplink bietet deutschlandweit die Planung, den Aufbau und den Betrieb von kritischer, dezentraler ITK- und Funktechnik an. 2021 erwirtschaftete das Unternehmen einen Umsatz von 31 Mio. Euro bei einer Bilanzsumme von 17,4 Mio. Euro in fünf Unternehmensbereichen:
- Rundfunk – hier ist das Unternehmen mit dem Betrieb von 750 UKW-Frequenzen an 500 Standorten nach eigenen Angaben Marktführer und betreibt dazu eigene UKW- und DAB+-Sender sowie Großantennenanlagen und andere terrestrische Infrastruktur. Wichtigste Kunden sind private Radioveranstalter wie bigFM, RPR1, 94.3 rs2, Radio Schleswig-Holstein, Radio PSR, Energy Sachsen, radio NRW oder Radio Bob, öffentlich-rechtliche Veranstalter wie Deutschlandradio, RBB und WDR aber auch Landesmedienanstalten wie die Thüringer Landesmedienanstalt. Bei den öffentlich-rechtlichen Programmen verantwortet Uplink bis auf den MDR alle solchen Sender (Deutschlandradio, NDR Mecklenburg-Vorpommern, RBB und SR), die nicht durch eigenes Personal der jeweiligen Landesanstalten (u. a. SWR, BR, HR) betrieben werden.[9][10] Im Juni 2020 erhielt das Unternehmen einen Großauftrag von WDR und MDR zum Aufbau von DAB+ Antennen in verschiedenen Bundesländern.[11]
- Audio-Services (Streaming) – dieser Geschäftsbereich wurde 2023 durch die Zusammenführung der Online-Audio-Dienstleister RauteMusik und deren B2B-Bereich Radiohost sowie dem deutschen Streaming-Pionier Nacamar in dem neuen Unternehmen Uplink Digital GmbH gebildet. Nach eigener Darstellung ist das Unternehmen damit Marktführer in der Distribution von Online-Audio-Diensten, neben vielen Radiostationen auch in der Verbreitung von Fußball-Fanradios von z. B. 1. FC Köln, Borussia Mönchengladbach, Hertha BSC oder auch dem Inselradio Mallorca. Daneben betreibt das Unternehmen auch eine Vielzahl von eigenen, werbefinanzierten Online-Sendern.[12]

- Funktechnik – umfasst den Aufbau und den Betrieb von unterschiedlichen Funklösungen, z. B. im nicht-öffentlichen Mobilfunk, bei Spezialanwendungen (z. B. Sprengungen[13]) und anderen kritischen Anwendungsbereichen.

- Industrie 4.0 – umfasst insbesondere die Vernetzung mit dem offenen Standard LoRaWAN im 868 MHz-Bereich, in dem eine international standardisierte IoT-Plattform betrieben wird sowie dem Aufbau des Mobilfunkstandards 5G[14] in privaten Netzen.

- Glasfaserausbau – hier bietet Uplink primär den FTTH-Ausbau von Glasfaseranschlüssen für Geschäftskunden mit kritischer IT-Struktur an.

2019 (Platz 9 unter allen deutschen Unternehmen und Platz 1 im Bereich Telekommunikation), 2020 und 2021 wurde das Unternehmen dreimal in Folge vom Magazin FOCUS Business und dem Branchendienst Statista als eines der am schnellsten wachsenden Unternehmen Deutschlands ausgezeichnet. In der vergleichbaren europäischen Übersicht der Financial Times gehörte das Unternehmen 2019 mit Platz 50 unter allen gelisteten Unternehmen ebenfalls zu den Spitzenreitern.

## Neuregulierung des Marktes für UKW-Rundfunk (2012–2017)
Der Betrieb von UKW-Rundfunkanlagen war bis 2012 praktisch nur öffentlich-rechtlichen Rundfunkanstalten zur Eigenversorgung sowie für die Ausstrahlung der Programme privater Radioveranstalter der Media Broadcast, einem Nachfolgeunternehmen der Deutschen Bundespost, vorbehalten. Die TK-rechtlich für den technischen Betrieb von UKW-Frequenzen notwendigen Frequenzzuteilungen der Bundesnetzagentur wurden bis zum 31. Dezember 2015 für deren Kunden auch ausschließlich durch die Media Broadcast gehalten.
In Folge einer Änderung des Telekommunikationsgesetzes im Jahr 2012 kam es ab 2014 zu einer Marktregulierung durch die Bundesnetzagentur, die u. a. die bestehenden Antennenanlagen aus der Zeit der Bundespost als alternativlose Infrastruktur definierten und eine Mitnutzungsmöglichkeit für neue Anbieter anordnete. Gleichzeitig konnten zum 1. Januar 2016 erstmals alternative Anbieter (und auch Veranstalter) Frequenzzuteilungen beantragen, was den praktischen Marktzugang für Dritte erstmals ermöglichte.
Uplink Network engagiert sich unter der Leitung des früheren Postministers Christian Schwarz-Schilling für die Öffnung des Marktes und setzte am 1. Juli 2015 erstmals die Mitnutzung einer UKW-Antenne am Senderstandort Saalfeld (Saale) durch. Es gibt darüber hinaus mit der Divicon Media Holding GmbH in Leipzig und der Sendernetzbetrieb Baden-Württemberg GmbH in Stuttgart zwei weitere Wettbewerber, die gemeinsam mit einigen weiteren kleinen privaten Eigenbetreibern (insbesondere in Bayern und Niedersachsen) zusammengenommen einen ähnlichen großen Marktanteil erreichen wie die Uplink Network. Die Liberalisierung dieses Marktes ist wahrscheinlich die Öffnung des letzten Telekommunikationsmonopols in Deutschland, nachdem alle anderen Märkte (insb. durch die Privatisierung der Telekom) bereits geöffnet wurden.
Der bisherige Monopolist Media Broadcast hat als Folge der Marktentwicklung, im Februar 2017 angekündigt den Geschäftsbereich UKW aufgeben zu wollen und die Antennen- und Sender-Infrastruktur im Dezember 2017 verkauft. Im August 2017 gaben die ARD-Anstalten Deutschlandradio, RBB, NDR und Saarländischer Rundfunk bekannt, dass sie als Ergebnis einer europaweiten Ausschreibung Mitte 2018 mit 14 Programmen und insgesamt 352 UKW-Frequenzen von Media Broadcast zu Uplink Network wechseln würden.

## Streit um die UKW-Sender und Abschaltandrohung (2017–2018)
Am 15. Februar 2017 kündigte die Media Broadcast an, sich, angeblich wegen der Ablehnung der beantragten Preisgestaltung durch die Bundesnetzagentur, aus dem UKW-Geschäft zurückziehen zu wollen. Im Laufe des Jahres 2017 wurden dann die zur Aussendung fast aller UKW-Programme notwendigen UKW-Sender zum Verkauf angeboten. Dieser Verkauf und die Durchführung einer öffentlichen Auktion am Ende des Veräußerungsprozesses führten zu vermehrter Kritik diverser Stellen, zu Beschwerden beim Bundeskartellamt über den Ablauf und zum Ausstieg von Uplink aus der laufenden Auktion. Im Januar 2018 wurde bekannt, dass neben etwa 25 kleineren Radio-Veranstaltern im Wesentlichen fünf Finanzinvestoren etwa 70 % aller UKW-Sender gekauft hatten. Bei diesen Finanzinvestoren handelte es sich u. a. um Axel C. Krieger, einen früheren Finanzvorstand der Media Broadcast-Mutter freenet, sowie weiteren marktfremden Personen wie z. B. den Unternehmer Axel Sartingen. Ihnen wurde durch den Beirat der Bundesnetzagentur vorgeworfen, die UKW-Sender nur deshalb gekauft zu haben, um die bestehende Regulierung zu umgehen und massive Preissteigerungen durchsetzen zu wollen.
Als die Sendernetzbetreiber Uplink und Divicon die geforderten Preise für die Nutzung der UKW-Frequenzen als künstlich überhöht ablehnten, drohte der Geschäftsführer der Media Broadcast, Wolfgang Breuer, öffentlich mit der Abschaltung weiter Teile der UKW-Verbreitung in Deutschland. Dieser Drohung folgten weitgehende politische und regulatorische Reaktionen, da auch weite Teile des öffentlich-rechtlichen Radios, darunter Deutschlandradio, der Mitteldeutsche Rundfunk, RBB und NDR betroffen waren. Der thüringische Medienstaatssekretär Malte Krückels nannte den Vorgang "inakzeptabel" und stellte öffentlich die Seriosität des Unternehmens Media Broadcast in Frage. Der Deutsche Gewerkschaftsbund Nord teilte mit, dass hier ein renditeorientiertes Unternehmen um hohe Preise pokere und unverhohlen damit drohe, öffentlich-rechtlichen Radioanbietern und weiteren Sendern den Saft abzudrehen. „Diese dreiste Geschäftspolitik und Einschränkung der Informationszugänge darf sich die Gesellschaft nicht bieten lassen.“ Die 30 größten Radiosender verfassten gemeinsam einen Brief an den Bundeswirtschaftsminister, in dem sie darauf hinwiesen, "dass die Rundfunkverbreitung in Deutschland zum Spielball privater Finanzinvestoren geworden ist". Der ehemalige Bundespostminister und Beiratsvorsitzende von Uplink, Christian Schwarz-Schilling, wendete sich wiederum mit der Bitte, "dem Treiben Einhalt zu gebieten" an den Aufsichtsratsvorsitzenden der Konzernmutter freenet AG, Helmut Thoma, der sich in der Folge gemeinsam mit dem ehemaligen Bundeswirtschaftsminister und Aufsichtsrat der Media Broadcast, Wolfgang Clement, einen kontroversen Briefwechsel mit Schwarz-Schilling über die Drohung der UKW-Abschaltung lieferte und das Verhalten der Media Broadcast verteidigte.
In der Folge schalteten sich das Bundeskartellamt mit dem Hinweis ein, dass ein Verkauf der UKW-Sender nicht zu einer Erhöhung der vorherigen Preise führen dürfe. Auch die Bundesnetzagentur teilte mit, dass sie eine Regulierung der neuen Antenneneigentümer prüfe. Dem schloss sich eine intensive Befassung der Regulierungsbehörde an, die schließlich zu einer Moderation von Preisverhandlungen zwischen den Sendernetzbetreibern und den Investoren führte, die durch den ehemaligen Kanzleramtsminister Friedrich Bohl geleitet wurde. Im Juli 2018 meldete die Bundesnetzagentur schließlich eine Einigung, die im Wesentlichen durch einen Kompromiss aller beteiligten Parteien getragen wurde.